# Lionel Pape
(Edward) Lionel Pape est un acteur anglais, né le 17 avril 1877 à Brighton (Sussex de l'Est, Angleterre), mort le 21 octobre 1944 à Los Angeles — Quartier de Woodland Hills (Californie).

## Biographie
Installé aux États-Unis, Lionel Pape apparaît d'abord au cinéma dans huit films muets, les quatre premiers sortis en 1915. Son dernier film muet est Le Douzième Juré de Roland West (avec Jewel Carmen et Kenneth Harlan), sorti en 1921.
Par ailleurs, il mène une carrière au théâtre et joue notamment à Broadway (New York) de 1912 à 1935, dans dix-sept pièces et deux comédies musicales. Mentionnons La Fin de Mme Cheyney de Frederick Lonsdale, représentée 385 fois de novembre 1925 à octobre 1926, avec Felix Aylmer et Ina Claire (pièce adaptée au cinéma en 1937 sous le même titre, avec Joan Crawford reprenant le rôle d'Ina Claire).
Accaparé par les planches, Lionel Pape ne revient au cinéma qu'à partir de 1935, avec cinquante autres films américains, le dernier sorti en 1942. Six d'entre eux sont réalisés par John Ford, dont Marie Stuart (1936, avec Katharine Hepburn dans le rôle-titre) et Qu'elle était verte ma vallée (1941, avec Walter Pidgeon et Maureen O'Hara) ; quatre autres sont réalisés par George Cukor, dont Indiscrétions (1940, avec Cary Grant, Katharine Hepburn et James Stewart).
Citons également Le Prince et le Pauvre de William Keighley (1937, avec Errol Flynn et Claude Rains), La Huitième Femme de Barbe-Bleue d'Ernst Lubitsch (1938, avec Claudette Colbert et Gary Cooper) et Le Chien des Baskerville de Sidney Lanfield (1939, avec Basil Rathbone et Nigel Bruce).

## Théâtre à Broadway (intégrale)
- 1912-1913 : Fanny's First Play de George Bernard Shaw, avec Maurice Elvey, Walter Kingsford, Elisabeth Risdon
- 1913 : General John Regan de George A. Birmingham
- 1916 : Une femme sans importance (A Woman of No Importance) d'Oscar Wilde, avec Ivan F. Simpson
- 1920 : The Young Visitors de Mme George Norman et Margaret MacKenzie, mise en scène de John Cromwell
- 1921 : June Love, comédie musicale, musique de Rudolf Friml, lyrics de Brian Hooker, livret d'Otto Harbach et William H. Post
- 1922 : The Faithful Heart de Monckton Hoffe
- 1923 : Lady Butterfly, comédie musicale, musique de Werner Janssen, lyrics et livret de Clifford Grey, d'après une pièce de Mark Swan et James T. Powers, avec Marjorie Gateson
- 1924 : La Seconde Mme Tanqueray (The Second Mrs. Tanqueray) d'Arthur Wing Pinero, avec Ethel Barrymore, Henry Daniell
- 1925-1926 : La Fin de Mme Cheyney (The Last of Mrs. Cheyney) de Frederick Lonsdale, avec Felix Aylmer, Ina Claire, Helen Hayes, Roland Young
- 1928-1929 : The High Rose de (et mise en scène par) Frederick Lonsdale, avec Edna Best, Herbert Marshall, John Williams
- 1930 : Suspense de Patrick MacGill
- 1930 : As Good as New de Thompson Buchanan, mise en scène de Stanley Logan, avec Marjorie Gateson, Otto Kruger
- 1931 : Heat Wave de Roland Pertwee, avec Henry Daniell, Basil Rathbone, Selena Royle
- 1931 : Payment Deferred, adaptation par Jeffrey Dell d'un roman de C. S. Foster, avec Elsa Lanchester, Charles Laughton
- 1932 : The Fatal Alibi, adaptation par Michael Morton du roman Le Meurtre de Roger Ackroyd (The Murder of Roger Ackroyd) d'Agatha Christie, mise en scène de Charles Laughton, avec Lowell Gilmore, Helen Vinson, Jane Wyatt, Charles Laughton
- 1933-1934 : The Lake de Dorothy Massingham et Murray MacDonald, avec Blanche Bates, Lucy Beaumont, Colin Clive, Katharine Hepburn, Rosalind Ivan, Philip Tonge, O. Z. Whitehead
- 1934 : While Parents Sleep d'Anthony Kimmins, avec Ilka Chase, Alan Marshal
- 1934-1935 : Birthday d'Aimee et Philip Stuart, avec Louis Calhern, Peggy Wood
- 1935 : The Simpleton of the Unexpected Isles de George Bernard Shaw, avec Romney Brent, Alla Nazimova

## Filmographie partielle
- 1915 : Evidence d'Edwin August
- 1920 : The New York Idea, de Herbert Blaché
- 1920 : The Sporting Duchess de George Terwilliger
- 1921 : Le Douzième Juré (Nobody), de Roland West
- 1935 : Two for Tonight de Frank Tuttle
- 1935 : Sylvia Scarlett de George Cukor
- 1935 : L'Homme qui fait sauter la banque (The Man Who Broke the Bank at Monte Carlo) de Stephen Roberts
- 1936 : Marie Stuart (Mary of Scotland) de John Ford
- 1936 : The White Angel de William Dieterle
- 1936 : La Rebelle (A Woman Rebels) de Mark Sandrich
- 1936 : Le Petit Lord Fautleroy (Little Lord Fauntleroy) de John Cromwell
- 1936 : Le Roman de Marguerite Gautier (Camille) de George Cukor
- 1936 : Révolte à Dublin (The Plough and the Stars) de John Ford
- 1936 : L'Ennemie bien-aimée (Beloved Enemy) de H. C. Potter
- 1937 : Ange (Angel) d'Ernst Lubitsch
- 1937 : Le Roi et la Figurante (The King and the Chorus Girl) de Mervyn LeRoy
- 1937 : Le Dernier Négrier (Slave Ship) de Tay Garnett
- 1937 : Le Prince et le Pauvre (The Prince and the Pauper) de William Keighley
- 1937 : La Mascotte du régiment (Wee Willie Winkie) de John Ford
- 1938 : Big Broadcast of 1938 ( The Big Broadcast of 1938) de Mitchell Leisen
- 1938 : Outside of Paradise de John H. Auer
- 1938 : La Coqueluche de Paris (The Rage of Paris) de Henry Koster
- 1938 : La Famille sans-souci (The Young in Heart) de Richard Wallace
- 1938 : La Huitième Femme de Barbe-Bleue (Bluebeard's Eighth Wife), d'Ernst Lubitsch
- 1939 : La Baronne de minuit (Midnight) de Mitchell Leisen
- 1939 : Le Chien des Baskerville (The Hound of the Baskervilles) de Sidney Lanfield
- 1939 : Un ange en tournée (Fifth Avenue Girl) de Gregory La Cava
- 1939 : Divorcé malgré lui (Eternally Yours) de Tay Garnett
- 1939 : Sur la piste des Mohawks (Drums Along the Mohawk) de John Ford
- 1939 : Les Maîtres de la mer (Rulers of the Sea) de Frank Lloyd
- 1939 : Raffles, gentleman cambrioleur (Raffles) de Sam Wood
- 1940 : Zanzibar (en) d'Harold D. Schuster
- 1940 : Éveille-toi mon amour (Arise, my love) de Mitchell Leisen
- 1940 : Les Hommes de la mer (The Long Voyage Home) de John Ford
- 1940 : Congo Maisie de H. C. Potter
- 1940 : Une dépêche Reuter (A Dispatch from Reuter's) de William Dieterle
- 1940 : Indiscrétions (The Philadelphia Story) de George Cukor
- 1940 : Adieu Broadway (Tin Pan Alley) de Walter Lang
- 1941 : Les Trappeurs de l'Hudson (Hudson's Bay) d'Irving Pichel
- 1941 : Scotland Yard (en) de Norman Foster
- 1941 : Il était une fois (A Woman's Face) de George Cukor
- 1941 : La Marraine de Charley (Charley's Aunt) d'Archie Mayo
- 1941 : Docteur Jekyll et M. Hyde (Dr. Jekyll and Mr. Hyde) de Victor Fleming
- 1941 : Qu'elle était verte ma vallée (How Green Was My Valley) de John Ford
- 1942 : Almost Married (en) de  Charles Lamont